# F2 (Marke)
F2 ist eine 1979 von Peter Brockhaus gegründete Marke für Winter- und Wassersportzubehör. Es werden insbesondere Windsurfingboards, Snowboards, Kitesurfboards, Wakeboards und Bekleidung vertrieben. Die Marke gehört heute der deutschen F2 Fun & Function GmbH.

## Geschichte

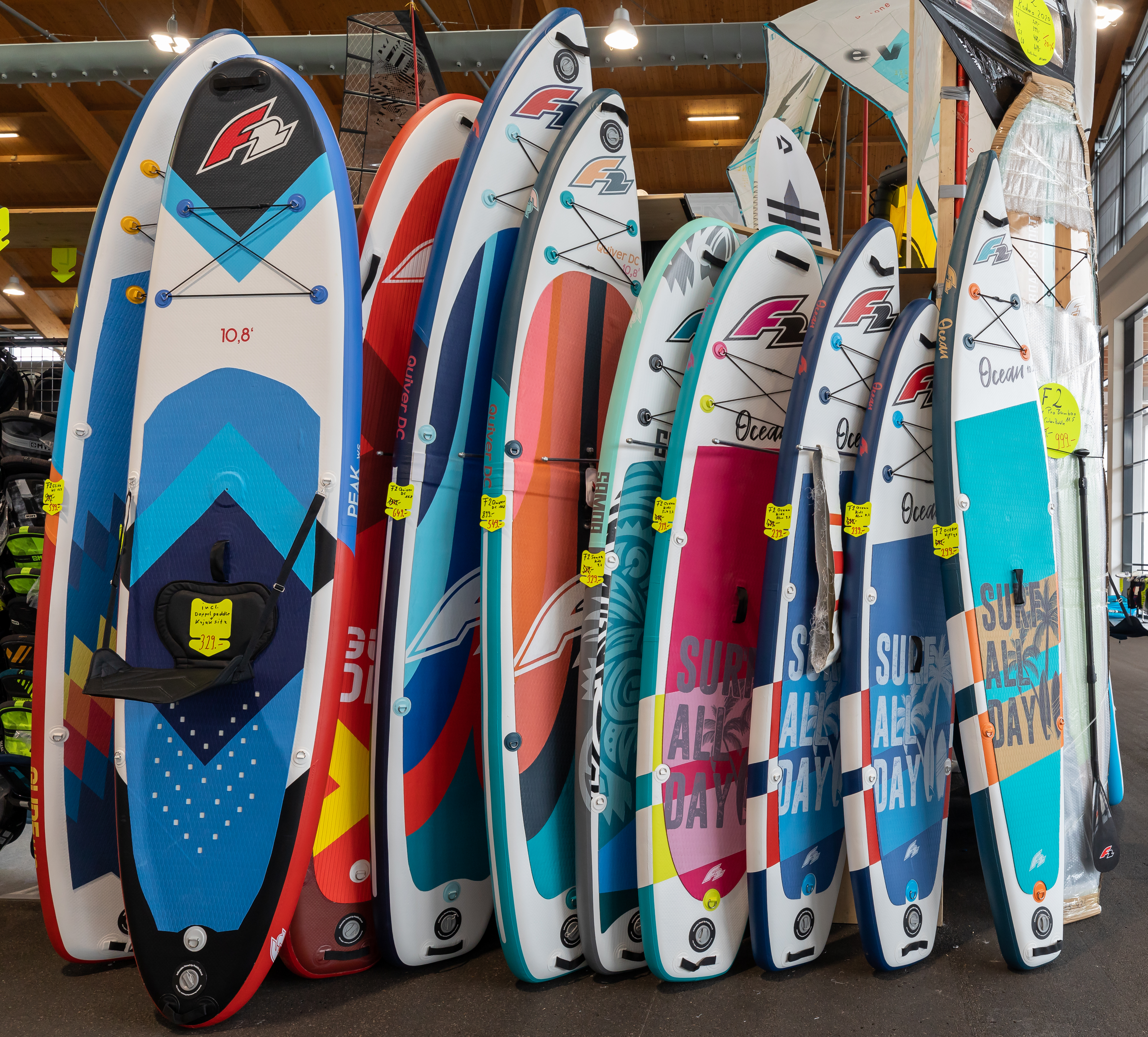
Stand-Up-Boards von F2, Interboot 2020 in Friedrichshafen

Die Marke F2 (Fun & Function, dt. ‚Spaß und Funktion‘) wurde 1979 von der Peter Brockhaus GmbH in Wals gegründet. Peter Brockhaus verließ dazu den Windsurfprodukte-Hersteller Mistral und tat sich mit Jürgen Hönscheid für die Produktion und Vermarktung selbst entworfener Windsurfingbretter zusammen. Zur Verbreitung trugen auch die neuen Funboard Cups bei. 1982 wurde in Kirchdorf an der Krems die F2-Produktionsstätte eröffnet. 1983 wurde mit der Produktion der ersten Skibindungen begonnen, die Marke konnte sich gegen Salomon und Tyrolia jedoch nicht durchsetzen. 1988 erfolgte die Verlegung des Hauptsitzes nach Kirchdorf. Neben Hönscheid fuhr unter anderem auch Bjørn Dunkerbeck mit F2-Brettern. Im Jahr 2000 wurde F2 von der KJ Jacobs AG gekauft, um durch den Zusammenschluss der Marken F2, Mistral (1991 gekauft) und Fanatic, zusammengefasst in der Firma Boards & More, Weltmarktführer im Windsurf- und Snowboardbereich zu werden. 2003 wurde die Boards & More-Gruppe an ein Schweizer Investoren-Team, geführt von Yves Marchand, verkauft. Zum 1. Juni 2007 hat die Boards & More GmbH ihre Marke F2 an ein weiteres Investorenteam verkauft, das von Gerald Pascher und Reinhard Hofbauer durch die F2 International GmbH geführt wurde. Grund für den Verkauf von F2 war die Ausrichtung der Boards & More-Gruppe auf ihre Kernmarken.
Am 24. April 2008 wurde bekannt, dass die F2 International GmbH insolvent ist. Die angehäuften Schulden betrugen 5,81 Millionen Euro.
Am 3. Juli 2008 wurde der Zwangsausgleich beschlossen. Die Marke F2 wird durch die F2 International GmbH weitergeführt.
Der Hauptsitz wurde im August 2008 nach Deutschlandsberg verlegt. 2009 erwarb Bernd Flügel, Besitzer der Watercolors International Sports GmbH mit Sitz in Schwarzenbach, mit der F2 International Sports GmbH mit Sitz in Schleiz die F2-Markenlizenzen und fokussierte das Geschäft zunehmend auf Snowboards, erweiterte aber auch die Produktpalette, unter anderem um SUPs. Die Produktion der Windsurfbretter erfolgt seitdem in Thailand. 2015 ging die F2 International Sports GmbH in die Liquidation. F2 wird heute von der F2 Fun & Function GmbH (ehemals SP Media Agentur Hof GmbH) mit Sitz in Hof geführt. 2020 meldete die österreichische F2 International GmbH, die faktisch seit 2009 nur noch eine Abwicklungsgesellschaft war, erneut Konkurs an.

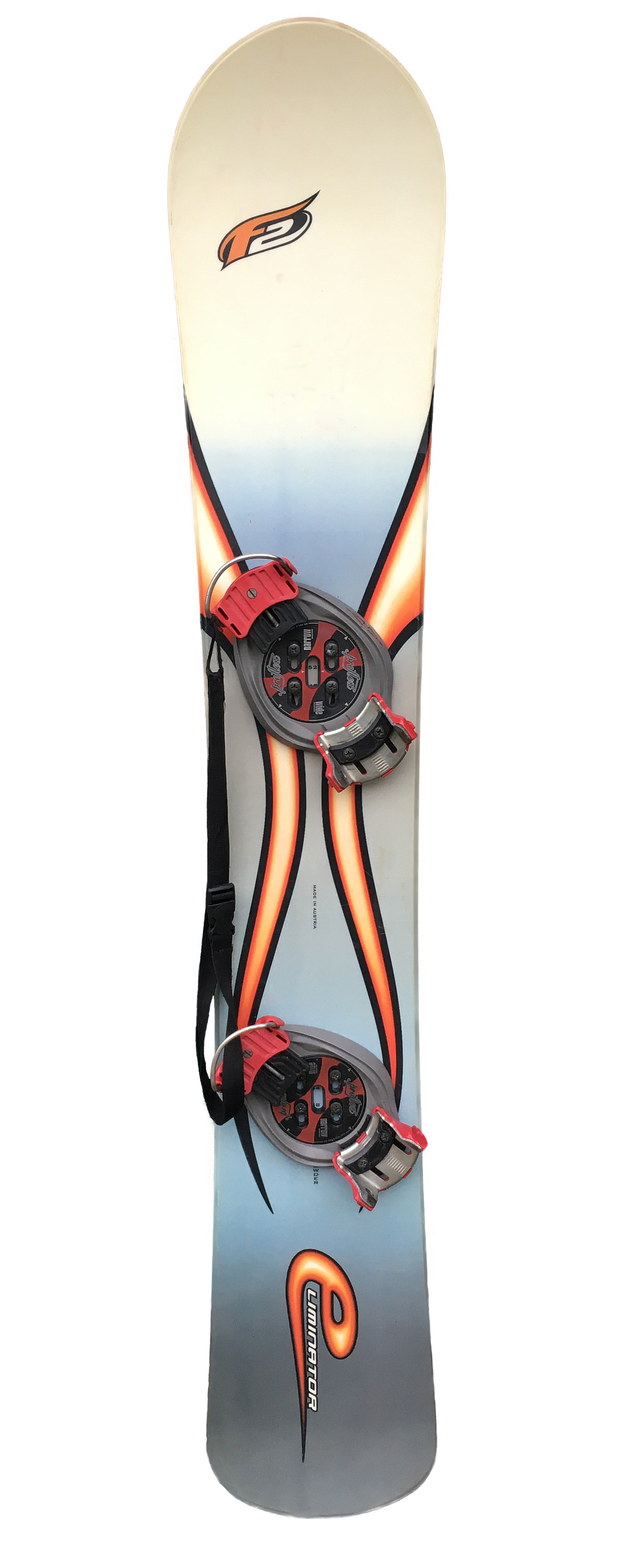
F2-Snowboard Eliminator für Boardercross bzw. Freecarving, Anfang 2000er Jahre

## Produkte

### Windsurfing
Das erste Windsurfing Board F2 Lightning, entworfen von Helmut Kirner und Brian Hinde, ging 1982 als sogenanntes Funboard in den Verkauf, es folgten die von Jürgen Hönscheid entworfenen Bretter Strato und Comet. F2 wurde in den 1980er Jahren zu einem der führenden Hersteller von Windsurfingboards, unter anderem durch die Herstellung von Brettern aus Epoxidharz.
Am 10. April 2005 stellten die F2-Fahrer Finian Maynard (48,7 Knoten) und Karin Jaggi (41,25 Knoten) die Geschwindigkeits-Weltrekorde beim Windsurfen auf. 2011 schaffte es der Belgier Steven van Broeckhoven auf seinem F2 Rodeo den Weltmeistertitel im Freestyle-Windsurfing zu erlangen. Seit den 2000er Jahren ging der F2-Marktanteil im Windsurfingbereich wieder zurück.

### Snowboarding
F2 ist einer der führenden Snowboardhersteller. Speziell im Racebereich, beispielsweise mit dem F2 Silberpfeil, ist F2 breit vertreten. Allerdings haben viele Hersteller, unter anderem Burton, die Produktion von Raceboards eingestellt, da die Verkaufszahlen seit Ende der 90er Jahre zurückgegangen sind. F2 gehört zu den Herstellern, die auch immer wieder eigene Entwicklungen und Innovationen hervorbringen. Zahlreiche Erfolge der Rider, wie etwa Olympiasiege, belegen dies.
Im Bereich Freestyle ist F2 unter dem Namen FTWO vertreten.
F2 bzw. FTWO sponserte unter anderem folgende Snowboardprofis: Stefan Gimpl, Manuela Pesko, Andre Kuhlmann, Mitch Tölderer, Joel Strecker, Armin Staud, Mathieu Bozzetto, Ross Rebagliati, Kevin Delaney, Philipp Imhoff.